# Double (baseball)
Pour les articles homonymes, voir Double.
Un double est un terme employé au baseball. Il s'agit d'un coup sûr permettant au frappeur d'atteindre sauf le deuxième but, d'un seul élan.
Dans le même ordre d'idées, un simple est un coup sûr qui permet au frappeur d'atteindre sauf le premier but et un triple est un coup sûr lui permettant d'atteindre le troisième but. En revanche, un coup de quatre buts est appelé un coup de circuit.
Un double est habituellement une balle frappée avec plus d'aplomb qu'un simple. Les doubles sont souvent frappés le long des lignes de démarcations aux champs gauche et droit, les joueurs de champ extérieur devant parcourir une distance supplémentaire pour rejoindre la balle, laissant le temps au frappeur d'avancer plus loin sur les sentiers. Une balle repoussée loin au champ, plus loin que le voltigeur en position, se traduit également souvent par un double.
Lorsque des coureurs se trouvent sur les buts, un double se traduit souvent par un ou plusieurs points produits pour le frappeur, ses coéquipiers marquant presque dans tous les cas du troisième ou du deuxième but, parfois même du premier si le coureur est très rapide.

## La règle du double automatique
Une balle frappée au champ extérieur qui rebondit par-dessus la clôture est considérée comme un « double automatique ». La statistique s'inscrit comme un double normal à la feuille de pointage, et le frappeur se voit automatiquement accorder le deuxième coussin. S'il y a des joueurs sur les sentiers au moment de la frappe, ils avancent eux aussi de deux buts. Avant 1931, les balles touchant le sol et rebondissant par-dessus la clôture étaient toutefois considérées comme des circuits.

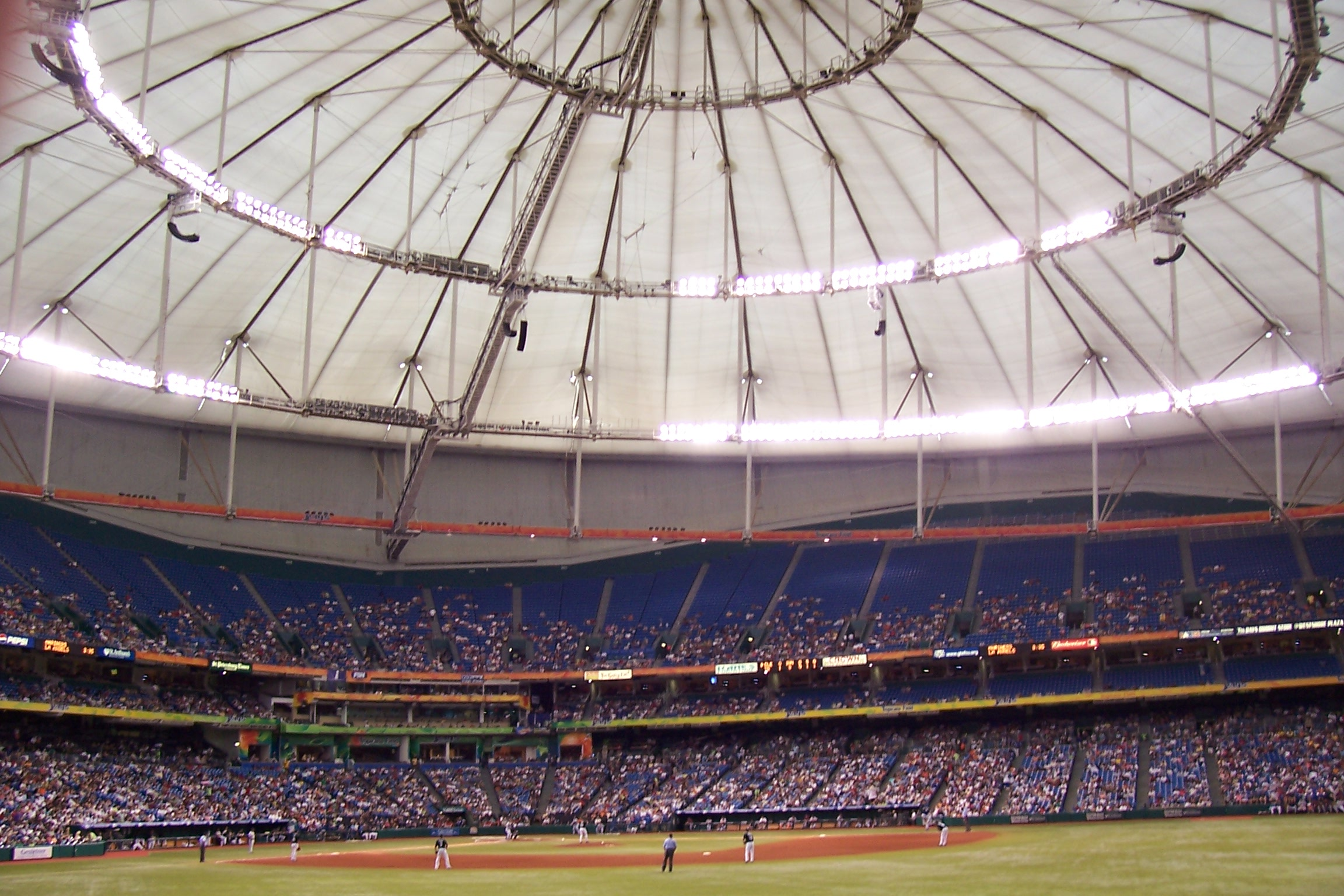
Des règles spécifiques au Tropicana Field s'appliquent pour les balles se logeant sur l'une des passerelles sous le dôme du stade, résultant en un coup de circuit ou un double automatique, selon le cas.

Un double automatique peut aussi être accordé dans des situations particulières, parfois spécifiques aux stades où ils sont frappés. Par exemple, au Wrigley Field de Chicago, domicile des Cubs de la Ligue nationale, une balle restant prise dans les vignes décorant la clôture du champ extérieur sera déclarée double automatique.
Au Metrodome de Minneapolis, où ont joué les Twins du Minnesota jusqu'en 2009, un double automatique était accordé si la balle frappée restait coincée dans le plafond de teflon du stade. Cette situation inusitée ne s'est cependant produite qu'une seule fois, lors d'un coup sûr frappé par Dave Kingman des A's d'Oakland en 1984. Au Tropicana Field, où les Rays de Tampa Bay jouent dans le seul stade des Ligues majeures recouvert en permanence, une balle qui atteint l'une des passerelles suspendues au plafond de l'enceinte ou va s'y loger peut être déterminée toujours en jeu (lorsqu'elle retombe sur le terrain), qualifiée de double ou bien de coup de circuit, selon les cas.

## Records
Les records des Ligues majeures de baseball au chapitre des doubles, mis à jour après la saison 2011.

### En carrière

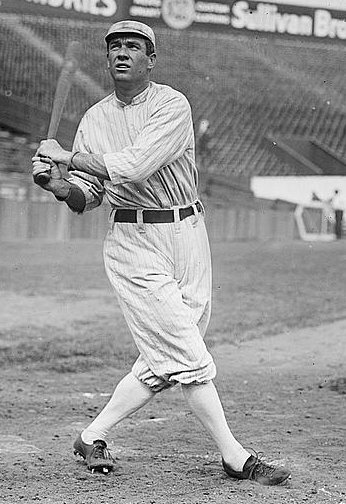
De 1907 à 1928, Tris Speaker a établi le record du baseball majeur de 792 doubles.

1. Tris Speaker - 792
2. Pete Rose - 746
3. Stan Musial - 725
4. Ty Cobb - 724
5. Craig Biggio - 668
6. George Brett - 665
7. Nap Lajoie - 657
8. Carl Yastrzemski - 646
9. Honus Wagner - 640
10. Hank Aaron - 624
11. Paul Waner, Paul Molitor - 605
12. Cal Ripken, Jr. - 603
13. Curtis Pride

### En une saison
1. Earl Webb (1931) - 67
2. George Burns (1926) - 64
3. Joe Medwick (1936) - 64
4. Hank Greenberg (1934) - 63
5. Paul Waner (1932) - 62

### Joueurs en activité
1. Bobby Abreu et Todd Helton - 554
2. Chipper Jones - 526
3. Johnny Damon - 516
4. Scott Rolen - 500
5. Alex Rodriguez - 495
6. Derek Jeter - 492
7. Vladimir Guerrero - 477